# Shiner
Shiner é uma cidade localizada no estado norte-americano do Texas, no Condado de Lavaca.

## Demografia
Segundo o censo norte-americano de 2000, a sua população era de 2070 habitantes.
Em 2006, foi estimada uma população de 2021, um decréscimo de 49 (-2.4%).

## Geografia
De acordo com o United States Census Bureau tem uma área de
6,3 km², dos quais 6,3 km² cobertos por terra e 0,0 km² cobertos por água. Shiner localiza-se a aproximadamente 109 m acima do nível do mar.

## Localidades na vizinhança
O diagrama seguinte representa as localidades num raio de 32 km ao redor de Shiner.